# Richard Bethell, 1:e baron Westbury

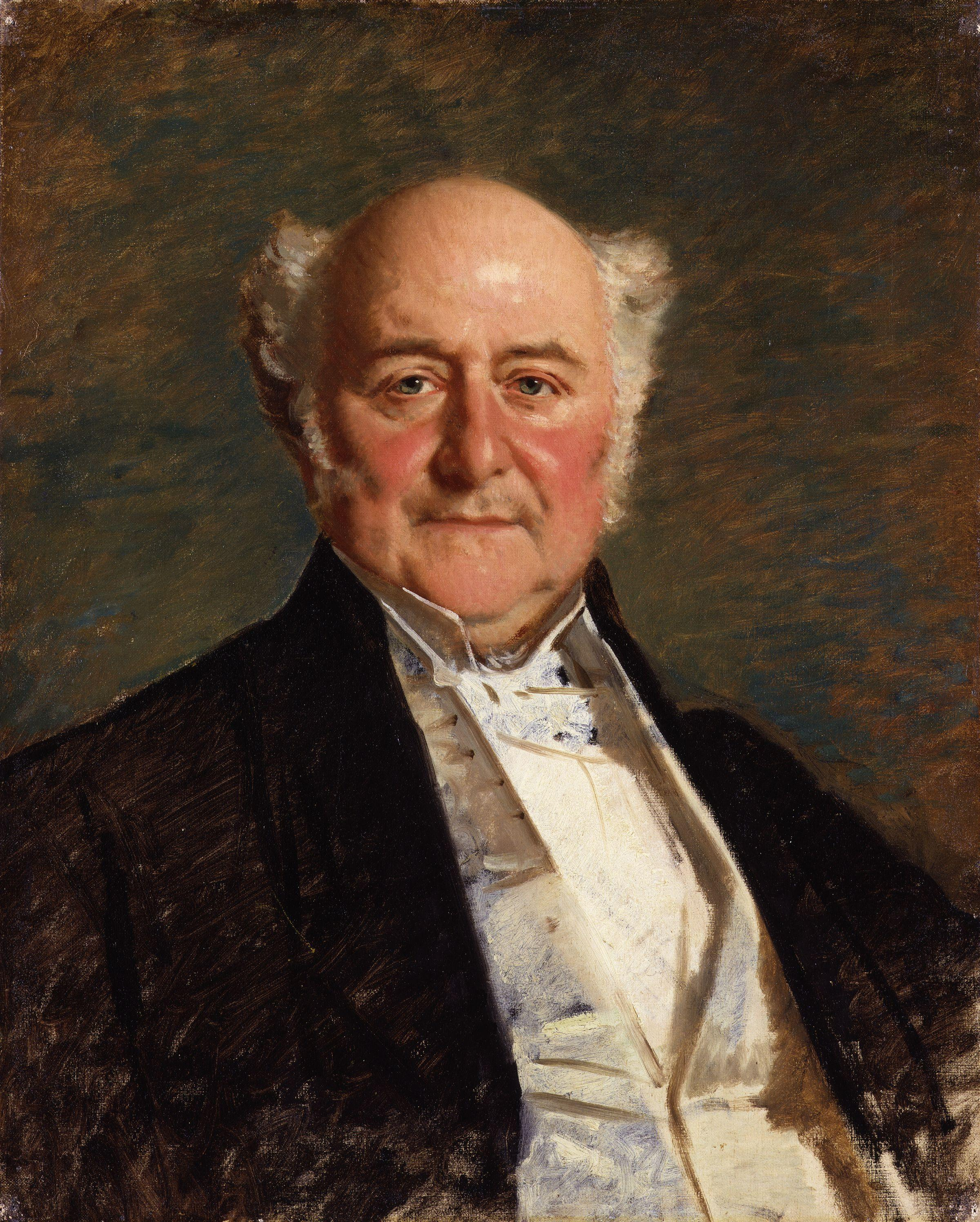
Richard Bethell, 1:e baron Westbury, porträtterad av Michele Gordigniani.

Richard Bethell, 1:e baron Westbury, född den 30 juni 1800 i Bradford on Avon i Wiltshire, död den 20 juli 1873, var en engelsk jurist.
Westbury blev 1823 praktiserande advokat och var som sådan på 1840-talet oerhörd anlitad. År 1851 invaldes han i parlamentet, slöt sig där till det liberala partiet och innehade i flera liberala ministärer höga juridiska förtroendeposter. Åren 1856–1858 och 1859–1861 var han generaladvokat (attorney general) och blev sistnämnda år upphöjd till peer som baron Westbury samt utsedd till lordkansler. Från denna post avgick han 1865 till följd av beskyllningar för att i sin ämbetsutövning ha gynnat några släktingar. Han deltog dock till sin död i överhusets rättskipningsarbete. Lord Westbury strävade under hela sin parlamentariska bana att skapa en kodifikation av hela den engelska lagen. Detta visade sig ogörligt, men genom de på hans initiativ tillkomna "Statute law revision acts" av 1861 och 1863 upphävdes formligen en stor mängd föråldrade och onödiga lagar, varigenom den brittiska rättskipningens förenkling i hög grad främjades. Som debattör, advokat och domare gjorde han sig känd för en obarmhärtigt sarkastisk skärpa, varom otaliga anekdoter bär vittne. en biografi över Bethell utgavs av Thomas Arthur Nash 1888.